# تفنگ دست‌کش

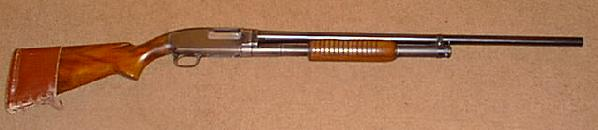
یک تفنگ دست‌کش وینچستر مدل ۱۹۱۲

به تفنگهایی که توسط جلو و عقب بردن پیش قنداق مسلح می‌شوند دستکش می‌گویند.